# Mallodon downesii
Mallodon downesii es una especie de escarabajo longicornio del género Mallodon, tribu Macrotomini, subfamilia Prioninae. Fue descrita científicamente por Hope en 1843.

## Descripción
Mide 29-70 milímetros de longitud.

## Distribución
Se distribuye por Angola, Benín, Botsuana, Burundi, Camerún, Comoras, Costa de Marfil, Etiopía, Gabón, Gambia, Guinea, Guinea-Bisáu, Kenia, Liberia, Madagascar, Malí, Mayotte, Mozambique, Namibia, Nigeria, Uganda, República Centroafricana, Democrática República del Congo, República del Congo, República de Sudáfrica, Ruanda, Santo Tomé, Senegal, Sierra Leona, Tanzania, Togo, Zambia y Zimbabue.